# Saline (Luisiana)
Saline es una villa ubicada en la parroquia de Bienville en el estado estadounidense de Luisiana. En el Censo de 2010 tenía una población de 277 habitantes y una densidad poblacional de 89,87 personas por km².

## Geografía
Saline se encuentra ubicada en las coordenadas 32°9′47″N 92°58′36″O / 32.16306, -92.97667. Según la Oficina del Censo de los Estados Unidos, Saline tiene una superficie total de 3.08 km², de la cual 3.08 km² corresponden a tierra firme y (0%) 0 km² es agua.

## Demografía
Según el censo de 2010, había 277 personas residiendo en Saline. La densidad de población era de 89,87 hab./km². De los 277 habitantes, Saline estaba compuesto por el 76.17% blancos, el 21.3% eran afroamericanos, el 0.36% eran amerindios, el 0% eran asiáticos, el 0% eran isleños del Pacífico, el 0% eran de otras razas y el 2.17% pertenecían a dos o más razas. Del total de la población el 0% eran hispanos o latinos de cualquier raza.